# Famille Jägerhorn af Spurila
Pour les articles homonymes, voir Jägerhorn (homonymie).
La Famille Jägerhorn af Spurila est une famille de la noblesse de Suède et de Finlande.
Elle est le numéro 5 de la noblesse de Finlande et le numéro 114 de la noblesse de Suède. La famille habite en Finlande, Suède, Allemagne, en France et aux États-Unis.

## Personnalités
- Carl Magnus Jägerhorn (1730–1782), lieutenant colonel,
- Georg Henrik Jägerhorn (1747–1826), lieutenant général,
- Reinhold Johan Jägerhorn (1716–1790), lieutenant colonel,
- Carl Johan Jägerhorn (1819–1890), gouverneur,
- Fredrik Anders Jägerhorn (1723–1801), lieutenant colonel,
- Johan Anders Jägerhorn (1757–1825), lieutenant colonel,
- Fredrik Adolf Jägerhorn (1760–1817), colonel,
- Reginald Jägerhorn (1932-), économiste,
- Robert Jägerhorn (1965-), magicien
- Godérick Jägerhorn (1998-,), peintre en céramique
- Médéric Meccah Jägerhorn (2007-), champion de surf Hawaiien